# Ian Watt (Diplomat)
Ian Buchanan Watt, CMG (* 3. August 1916; † 24. Oktober 1988) war ein britischer Diplomat, der unter anderem von 1967 bis 1970 Hochkommissar in Lesotho sowie zwischen 1972 und 1976 Hochkommissar in Sierra Leone war.

## Leben
Ian Buchanan Watt, Sohn von John Watt und dessen Ehefrau Margaret Gibson Watt, war zunächst Mitarbeiter des Kolonialministeriums (Colonial Office) und in diesem zwischen 1956 und 1959 erst stellvertretender Leiter des Referats Allgemeines beziehungsweise von 1959 bis 1962 Leiter des Referats Kolonie Aden und Allgemeines. Im Anschluss war er zwischen 1962 und 1964 stellvertretender Hochkommissar in Malta. Nachdem das Kolonialministerium und das Ministerium für Commonwealth-Beziehungen (Commonwealth Relations Office) zum Commonwealth-Ministerium (Commonwealth Office) zugelegt wurden, war er in diesem zwischen 1965 und 1966 erst Leiter des Referats Vereinte Nationen, Westen und Mittlerer Osten (Head of United Nations, Western and Middle East Department, Commonwealth Office) und danach 1966 kurzzeitig Leiter des Referats Sambia (Head of Zambia Department, Commonwealth Office). Zum 21. April 1966 erfolgte sein Wechsel in den diplomatischen Dienst (HM Diplomatic Service). Er wurde am 1. Januar 1967 Companion des Order of St Michael and St George (CMG).
1967 wurde Watt erster Hochkommissar des Vereinigten Königreichs in Lesotho und bekleidete dieses Amt bis 1970, woraufhin Harry Bass seine dortige Nachfolge antrat. Im Anschluss fungierte er im Außenministerium (Foreign and Commonwealth Office) zuerst von 1970 bis 1971 als Leiter des Referats Gibraltar und Südatlantik (Head of Gibraltar and South Atlantic Department) sowie daraufhin zwischen 1971 und 1972 als Leiter des Referats (Head of Atlantic and Indian Ocean Department, Foreign and Commonwealth Office) Als Nachfolger von Stephen Olver übernahm wer zuletzt 1972 den Posten als Hochkommissar in Sierra Leone und verblieb in dieser Funktion bis zum Erreichen der Altersgrenze von 60 Jahren 1976, woraufhin David Roberts seine dortige Nachfolge antrat.' Nach seinem Ausscheiden aus dem diplomatischen Dienst war er noch von 1977 bis 1983 für die 1828 gegründete Grindlays Bank, die 1984 von der Australia and New Zealand Banking Group (ANZ) übernommen wurde.
1963 heiratete Watt Diana Susan Villiers (* 1935), Tochter von Kapitän zur See (Captain) Robert Alexander Villiers CBE von der Royal Navy und dessen Ehefrau Leila Alexandra Findlater. Aus dieser Ehe gingen die drei Kinder James Alexander Macdonald Watt (* 1965), Robin John Macdonald Watt (* 1969) und Harriet Leila Elizabeth Watt (* 1970) hervor.